# Takayuki Chano
Takayuki Chano (Prefectura de Chiba, Japó, 23 de novembre de 1976) és un exfutbolista japonès.

## Selecció japonesa
Takayuki Chano va disputar 7 partits amb la selecció japonesa.